# ردیف پادشاهان
ردیف پادشاهان (به انگلیسی: Kings Row) فیلمی ۱۲۷ دقیقه‌ای به کارگردانی سم وود است.

## بازیگران
- ان شرایدن در نقش Randy Monaghan
- رابرت کامینگز در نقش Parris Mitchell
- رونالد ریگان در نقش Drake McHugh
- بتی فیلد در نقش Cassandra Tower
- چارلز کوبرن در نقش Dr. Henry Gordon
- کلود رینس در نقش Dr. Alexander Tower
- جودیت اندرسون در نقش Mrs. Harriet Gordon
- نانسی کولمن در نقش Louise Gordon
- کارن ورنه در نقش Elise Sandor
- ماریا اوسپنسکایا در نقش Madame von Eln
- هری دونپورت (هنرپیشه) در نقش Colonel Skeffington
- ارنست کوسارت در نقش Pa Monaghan
- ایلکا گرونینگ در نقش Anna (در نقش Ilka Gruning)
- Pat Moriarity در نقش Tod Monaghan
- مینور واتسون در نقش Sam Winters
- اموری پارنل در نقش Harley Davis